# Aufseß
Aufseß es un municipio situado en el distrito de Bayreuth, en el estado federado de Baviera (Alemania), con una población a finales de 2016 de unos 1278 habitantes.
Se encuentra ubicado al norte del estado, en la región administrativa de Alta Franconia, en el corazón de la región conocida como la Suiza Francona.